# Mesochorus aulacis
Mesochorus aulacis là một loài tò vò trong họ Ichneumonidae.